# مونتالدو تورينيزي
مونتالدو تورينيزي هي كومونا في مدينة تورينو الحضرية و تحديدًا في إقليم بيدمونت الإيطالي، و التي تبعد حوالي 12 كيلومترًا ( مايعادل 7 أميال) عن شرق تورينو.
تحُد مونتالدو تورينيزي المقاطعات التالية: غاسينو تورينيزي، سيولز، مارنتينو، بافارولو،كييري، و أندزينو.